# Marilyn Chambers
Marilyn Chambers (Providence, Rhode Island, 22 d'abril de 1952 - Los Angeles, Califòrnia, 12 d'abril de 2009) va ser una model i actriu porno estatunidenca, famosa internacionalment per protagonitzar la pel·lícula pornogràfica el 1972 Behind the Green Door.

## Infància
D'acord amb el llibre de John Hubner Bottom Feeders (1994), Chambers provenia d'una família de classe mitjana. El seu pare era publicista i la seva mare infermera. Va ser la més jove de tres fills i sempre estava tractant de tenir l'atenció dels seus pares. El seu pare va tractar de dissuadir-la de seguir una carrera de model, indicant-li la competència brutal existent. Chambers va desfilar en alguns actes i va obtenir un petit paper en l'obra de l'estrella Barbra Streisand The Owl and the Pussycat (1970), on se la va acreditar com a «Evelyn Lang». Els seus pares no estaven impressionats, així que es va traslladar a Los Angeles per treballar més. Però no obté cap paper, excepte per a una pel·lícula de baix pressupost, Together (1971), en la qual va aparèixer nua. Deprimida, abandona Los Angeles i se'n va a San Francisco, on va ocupar diversos llocs de treball, inclòs el de model en topless i de ballarina. Es va casar amb un hippie anomenat Doug (el cognom del qual no va voler proporcionar a l'escriptor-investigador John Hubner).

## Filmografia
Chambers va acudir a un càsting d'un anunci per paraules, i es va sorprendre en saber que era per a una pel·lícula porno. Estava a punt d'anar-se'n quan els germans Mitchell la van aturar, a causa de la seva semblança amb Cybill Shepherd, i la sensació que necessitaven una actriu sana i rossa per a la seva pel·lícula. En aquest moment, no es van adonar que ella era la "noia de la portada" a la capsa dels sabons Ivory Snow; posa com la dona amb la nena. Segons algunes llegendes urbanes, Chambers era el bebè; va resultar ser fals, així com l'afirmació que el bebè era Brooke Shields. El fabricant del producte, Procter & Gamble en va disminuir ràpidament les vendes després del descobriment de la seva doble vida com a actriu de pel·lícules per a adults. Chambers, que inicialment va ser ambivalent sobre ser protagonista de Darrere de la porta verda, va demanar als productors de la pel·lícula, els germans Mitchell, Artie i Jim, 25000$ per un sou i un percentatge dels ingressos bruts, sense esperar que hi estarien d'acord.
En la pel·lícula, Chambers va tenir relacions sexuals amb el ben dotat actor afroamericà Johnny Keyes. Així mateix, es va desmaiar al final d'una escena de més de 45 minuts. La indústria porno i l'opinió pública es va commocionar pel, llavors tabú, espectacle d'una dona blanca tenint relacions sexuals amb un home negre. Els pares de Chambers es van negar a parlar amb ella durant diversos anys després de l'estrena de la pel·lícula, però més tard s'hi van reconciliar amb ella. En posteriors pel·lícules porno amb John Holmes, que es destaca pel seu gran penis, Chambers "li deia porcades" fora de càmera per donar-li un màxim d'erecció. Finalment Chambers va aconseguir un paper important en la pel·lícula de David Cronenberg Rabid (1977). No obstant això, la seva carrera cinematogràfica per a adults va posar nerviosos els grans estudis i, per tant, no va poder amb la transició a les grans pel·lícules de Hollywood.
Era coneguda pel seu entusiasme i per l'execució de gola profunda, sexe anal, escenes lèsbiques, sexe interracial, bukkake extrem, i escenes de dobles i triples penetracions. Va ser una de les primeres pornstars a rasurar-se el borrissol púbic, una pràctica habitual ara en les actrius porno. Chambers va seguir apareixent en pel·lícules porno per a companyies com Naughty America i MILF Hunter. Més tard en la seva carrera, Marilyn es fa una sèrie de millores en els pits. Va ser una de les primeres actrius porno que es va fer pírcings en els genitals.
El seu primer matrimoni va acabar després de l'estrena de Darrere de la porta verda. Durant el seu matrimoni 1975 - 1985 amb el porno productor / director / administrador Chuck Traynor, va continuar en ambdues facetes i pel·lícules per a adults. Després que el matrimoni va acabar, Chambers es va casar per tercera vegada amb el camioner Tom Taylor. Ella va donar a llum a la seva filla, McKenna Marie Taylor el 1991, abans que el matrimoni també acabés en divorci. Chambers ha admès a l'escriptor John Hubner i altres entrevistadors que ha lluitat contra l'addicció a les drogues i l'alcohol en el passat.
En els últims anys, Chambers va aparèixer principalment en pel·lícules independents, adduint que la seva relaxació s'adapta més al seu ritme ja que "hi ha molta menys pressió sobre un per fer-ho (i) no s'ha de ser jove i bell."

## Altres treballs
- Marilyn Chambers també va tenir èxit amb el single "Benihana" el 1976, produït per Michael Zager en la marca Roulette Records.

## Mort
Marilyn Chambers va ser trobada morta a la seva casa - al nord de Los Angeles - per la seva filla de 17 anys, el diumenge 12 d'abril de 2009. La policia no va trobar proves que condueixin a sospitar d'una mort no natural.

## Curiositats
- El 2000, Tracy Hutson va fer de Marilyn en el biopic dels Germans Mitchell fet per al cable, Rated X.
- Va ser companya de classe de Pamela Sue Martin a Staples High School.